# Lagoa do Comércio
A Lagoa do Comércio é uma lagoa situada em Gargaú na cidade de São Francisco de Itabapoana, região norte do Estado do Rio de Janeiro, no Brasil. Faz parte de um complexo de lagoas de restinga pertencentes ao rio Paraíba do Sul. A lagoa tem como principal tributário o Riacho do Buraco Fundo, que faz a sua conexão com o rio Paraíba do Sul, o mesmo estabelece a hidrodinâmica do local bem como a sua oxigenação.